# 鉄道監督局国有鉄道部
鉄道監督局国有鉄道部（てつどうかんとくきょくこくゆうてつどうぶ）は、運輸省に置かれていた内部部局の一つ。

## 概要
主に国鉄に関することを扱っていた。一つの部であるが、国鉄予算は運輸省予算の70%を占めていた。1984年7月1日に国有鉄道部は大臣官房へ移設される。

## 組織

### 財政課
所掌
運輸省組織令（昭和27年8月30日政令第391号）第44条に所掌事務が規定されていた。
```
（財政課の所掌事務）
第44条 財政課においては、左の事務をつかさどる。 
 一 国有鉄道部の所掌に属する事務の総合整理に関すること。
 二 
日本国有鉄道
の
予算
に関すること。
 三 日本国有鉄道の
決算
に関すること。
 四 日本国有鉄道に対する
交付金
及び
資金
の貸付に関すること。
 五 日本国有鉄道の
会計
規程に関すること。
 六 前各号に掲げるものの外、日本国有鉄道の会計及び
財務
に関すること。
 七 日本国有鉄道の用に供する物資等の需給の調査に関すること。
 八 日本国有鉄道の用に供する国際的に供給の不足する物資等の割当及び検査に関すること。
 九 国有鉄道部の所掌に係る事務で他の所掌に属しないもの。
```

### 労政課
所掌
運輸省組織令（昭和27年8月30日政令第391号）第45条に所掌事務が規定されていた。
```
（労政課の所掌事務）
第45条 労政課においては、左の事務をつかさどる。 
 一 公共企業体等調停委員会に対する調停の請求及び公共企業体等仲裁委員会に対する仲裁の請求に関すること。
 二 公共企業体等仲裁委員会の委員の罷免の請求に関すること。
 三 
日本国有鉄道
の役員及び職員の服務、勤務及び分限に関すること。
 四 日本国有鉄道の業務に従事する者の
労働組合
及び
労働
関係に関すること。
 五 日本国有鉄道の業務に従事する者の給与その他の
労働条件
に関すること。
 六 日本国有鉄道の業務に従事する者の労需物資に関すること。
 七 日本国有鉄道の業務に従事する者の
保健
その他
福祉
の増進に関すること。
```

### 業務課
所掌
運輸省組織令（昭和27年8月30日政令第391号）第46条に所掌事務が規定されていた。
```
（業務課の所掌事務）
第46条 業務課においては、左の事務をつかさどる。 
 一 
日本国有鉄道
が行う鉄道新線の
建設
の許可及び他の
運輸
事業の譲受の認可に関すること。
 二 日本国有鉄道の
連絡船
航路又は
自動車
運送事業の開始の許可に関すること。
 三 日本国有鉄道の営業線の休止及び廃止の許可に関すること。
 四 日本国有鉄道の鉄道（連絡船を含む。以下本條中同じ）及び自動車の輸送計画に関すること。
 五 日本国有鉄道の鉄道及び自動車の運賃及び料金に関すること。
 六 日本国有鉄道の鉄道及び自動車と他の運輸事業との連絡運輸に関すること。
 七 日本国有鉄道の鉄道車両及び船舶の新造計画及び改良計画に関すること。
 八 
鉄道公安職員
の指名及びその職務の監督並びに
鉄道司法警察職員
の指名その他鉄道司法警察に関すること。
 九 日本国有鉄道の事業用
通信
の運用に関すること。
 十 日本国有鉄道の鉄道及び自動車の運輸に関すること。
```

### 施設課
所掌
運輸省組織令（昭和27年8月30日政令第391号）第47条に所掌事務が規定されていた。
```
（施設課の所掌事務）
第47条 施設課においては、左の事務をつかさどる。 
 一 
日本国有鉄道
の鉄道新線の
建設
の計画に関すること。
 二 日本国有鉄道の重要施設の建設、改造、修理及び保守に関する技術上の計画に関すること。
 三 日本国有鉄道の施設に関する
工業標準
その他の規格に関すること。
 四 前号に掲げるものの外、日本国有鉄道の施設の用に供する鉱工業品等の工業標準に関すること。
 五 日本国有鉄道の施設の検査及び修理に関すること。
 六 日本国有鉄道の施設に関する承認その他安全保安に関すること。
 七 日本国有鉄道の施設の鉱害復旧に関すること。
 八 日本国有鉄道の行う電化及び電源開発の技術上の計画に関すること。
 九 日本国有鉄道の電力の需給の計画に関すること。
 十 日本国有鉄道の施設の建設、改造、修理、保守及び使用に関する技術の改善に関すること。
 十一 日本国有鉄道の施設に関する試験及び研究の助成に関すること。
 十二 日本国有鉄道の施設の建設、改造、修理及び保守に関し、外国投資家に係る
技術援助契約
に関すること。
 十三 鉄道建設審議会の庶務に関すること。
```

## 国有鉄道部長
| 氏名     | 在任期間                | 前職                   | 後職                           |
| -------- | ----------------------- | ---------------------- | ------------------------------ |
| 山地進   | 1978.01.17 - 1979.07.27 | 航空局審議官           | 鉄道監督局長                   |
| 石月昭二 | 1979.07.27 - 1980.06.25 | 鉄道監督局民営鉄道部長 | 大臣官房総務審議官             |
| 永光洋一 | 1980.06.25 - 1982.06.11 | 大臣官房審議官         | 鉄道監督局長                   |
| 林淳司   | 1982.06.11 - 1982.08.27 | 大臣官房文書課長       | 大臣官房審議官                 |
| 棚橋泰   | 1982.08.27 - 1984.07.01 | 自動車局業務部長       | 大臣官房国有鉄道再建総括審議官 |